# Platylister dahdah
Platylister dahdah är en skalbaggsart som först beskrevs av Sylvain Auguste de Marseul 1861.  Platylister dahdah ingår i släktet Platylister och familjen stumpbaggar. Inga underarter finns listade i Catalogue of Life.